# 41-й егерский полк
41-й егерский полк

## Формирование полка
4 апреля 1723 — сформирован конный полк Львова Украинской ландмилиции.
11 ноября 1727 — наименован Орловским.
15 декабря 1763 — переформирован в Орловский пехотный полк Украинского корпуса (начало исчисления старшинства полка).
8 ноября 1770 — причислен к полевым полкам.
31 октября 1798 — наименован Мушкетёрским Генерал-Майора Мансурова 2-го полком.
18 декабря 1799 — наименован Мушкетёрским Генерал-Майора Брунова полком.
31 марта 1801 — возвращено старое название: Орловский мушкетёрский полк.
19 октября 1810 — переформирован в 41-й егерский полк.
1819 — прибыл на Кавказ и был усилен личным составом сменяемого им 17-го егерского полка (II), сохранив при этом своё наименование.
28 января 1833 — по упразднении егерских полков 2-й батальон был присоединён к Тифлисскому гренадерскому полку, а 1-й и 3-й батальоны были обращены на формирование нового Мингрельского егерского полка, которому в 1884 году были переданы старшинство и знаки отличия 41-го егерского полка.

## Кампании полка
В 1812 г. полк состоял в 12-й пехотной дивизии 7-го корпуса 2-й Западной армии и принимал активное участие в боях с Наполеоновской армией.
По возвращении из заграничного похода полк был направлен на усиление Кавказских войск и находился в сражениях с персами в 1826—1828 гг. и с турками в 1828—1829 гг., а затем нёс кордонную службу на Кавказской линии и участвовал в стычках с горцами.

## Знаки отличия полка
- Знаки на головные уборы с надписью «За отличие», пожалованные 22 сентября 1830 г. за подвиги в русско-персидской и русско-турецкой войнах 1826—1829 гг.
- «Гренадерский бой», пожалованный Мушкетёрскому Генерал-Майора Мансурова 2-го полку за сражение при Тортоне 16 июня 1799 года.

## Шефы полка
- 19.10.1810 — 01.09.1814 — генерал-майор Палицын, Иван Иванович

## Командиры полка
- 19.10.1810 — 06.11.1810 — подполковник Андреевский, Максим Михайлович
- 06.11.1810 — 16.08.1811 — полковник Ахлёстышев, Михаил Фёдорович
- 01.06.1815 — 06.04.1819 — полковник Лашкевич, Павел Петрович
- 25.10.1819 — 01.12.1819 — подполковник Лаппа 1-й
- 01.12.1819 — 15.10.1820 — полковник князь Горчаков, Пётр Дмитриевич 2-й
- 19.02.1821 — 1828 — подполковник (с 1823 года — полковник) Авенариус, Александр Андреевич[2]
- 06.01.1829 — 28.02.1831 — полковник Леман, Павел Михайлович

## Интересные факты
- Двое солдат 41-го егерского полка - Алексей Здоровенко и Матвей Чалпанов - участвовали в первом восхождении на Арарат 27 сентября (9 октября) 1829 года.